# Maghar (ort i Indien)
Maghar är en ort i Indien.   Den ligger i delstaten Uttar Pradesh, i den nordöstra delen av landet, 600 km öster om huvudstaden New Delhi. Maghar ligger 84 meter över havet och antalet invånare är 17 011.
Terrängen runt Maghar är mycket platt. Runt Maghar är det tätbefolkat, med 947 invånare per kvadratkilometer. Närmaste större samhälle är Khalīlābād, 5,9 km väster om Maghar. Trakten runt Maghar består till största delen av jordbruksmark.